# Зосінек
Зосінек (пол. Zosinek) — село в Польщі, у гміні Ходель Опольського повіту Люблінського воєводства.
Населення — 164 особи (2011).

## Демографія
Демографічна структура станом на 31 березня 2011 року:
|          | Загалом | Допрацездатний вік | Працездатний вік | Постпрацездатний вік |
| -------- | ------- | ------------------ | ---------------- | -------------------- |
| Чоловіки | 78      | 21                 | 50               | 7                    |
| Жінки    | 86      | 20                 | 52               | 14                   |
| Разом    | 164     | 41                 | 102              | 21                   |